# Пожидаев, Владимир Анатольевич
Влади́мир Анато́льевич Пожида́ев (28 июня 1946, Ивано-Франковск — 14 апреля 2009, Красногорск) — советский и российский композитор, автор симфонических произведений, камерной вокальной и инструментальной музыки, произведений для оркестра русских народных инструментов. Заслуженный деятель искусств Российской Федерации (1999).

## Биография
Родился в семье военнослужащего. Детство провёл в Воронежской области (в родных местах матери): в Стаднице (Семилукский район), в Большой Верейке (Рамонский район), в Давыдовке (Лискинский район) — где учился в средней школе и в музыкальной школе (с 1960) по классу баяна.
В 1964—1968 годах учился в Воронежском музыкальном училище на отделении русских народных инструментов (по специальности «баян»), по окончании которого работал директором музыкальной школы в с. Гремячее (Воронежская область).
В 1970—1978 годах учился на историко-теоретико-композиторском факультете Государственного музыкально-педагогического института им. Гнесиных (класс профессора А. И. Хачатуряна). Одновременно преподавал в ДМШ Наро-Фоминска (1969—1972, класс баяна), руководил любительским камерным оркестром МВТУ им. Н. Э. Баумана (1975—1977).
В 1978—1981 — главный редактор в Росконцерте; занимался организацией концертов и проведением музыкальных фестивалей в России.
С 1982 года работал в Союзе композиторов России: старший консультант, в 1989—2009 — председатель комиссии музыки для русских народных инструментов Союза композиторов Москвы; участвовал в организации концертов Комиссии и фестивалей «Московская осень» и «Московская весна».
Похоронен на Пенягинском кладбище г. Красногорска.

## Творчество
Вступил в Союз композиторов СССР в 1984 году.
симфонические и вокально-симфонические
- Симфония «На Рождество Христово» (2001) — 13 мин.
- «Пасхальные напевы» . Симфония для солистов (сопрано, тенор, баритон) и оркестра на тексты духовных стихов(2005) — 43 мин.
- Летняя симфония (1973)
- «Златые сны…». Кантата для тенора и оркестра на стихи Ф. И. Тютчева (1978)
- «Светлое Христово Воскресение». Кантата для меццо-сопрано и оркестра (слова народные) (1990-е)
- «Морожены песни». Сюита для оркестра (1994)

опера
- «Ионыч» по повести А. П. Чехова (1972)

для русского оркестра
- Концерт № 1 для малой домры и оркестра (1983) — 12 мин.[3]
- Концерт № 2 для малой домры и оркестра (1987) — 14 мин.
- Концертная симфония № 1 для малой домры и оркестра (2001) — 26 мин.
- Концертная симфония № 2. По повести Евг. Носова «Усвятские шлемоносцы» (1985; 2-я ред. — 2004) — 30 мин.
- Концертная симфония № 3 «Лето Господне». По повести И. Шмелева (2008) — 30 мин.
- «Чудесная птица Сирин». Концерт для оркестра (2002) — 14 мин.
- «Сельская музыка». Концерт-картины для оркестра (2003) — 18 мин.
- «Гамаюн — птица вещая». Поэма для оркестра (1998) — 10 мин.

вокально-инструментальные произведения с русским оркестром
- «Песни радости и печали». Кантата для баритона и оркестра на стихи Ю. Кузнецова (2000) — 15 мин.

камерные вокальные произведения
- «Из песен Алексея Кольцова». Вокальный цикл для сопрано и фортепиано на стихи А. Кольцова (1984) — 25 мин.
- «Песни радости и печали». Вокальный цикл для баритона и фортепиано на стихи Ю. Кузнецова (1998) — 30 мин.
- «Душа хранит». Вокальный цикл для тенора и фортепиано на стихи Н. Рубцова (2007) — 30 мин.
- Вокальный цикл на стихи О.Мандельштама (1971)
- «Пасхальные напевы». Симфония для солистов (сопрано, тенор, баритон) и оркестра (авторское переложение для солистов и органа) на тексты духовных стихов (2007) — 41 мин.
- Три романса на стихи С. Есенина для высокого голоса и фортепиано (1971—1973)
- «Ты заря моя, зоренька». Песни для тенора (слова народные) (1971—1973)
- «Сказ про Пугачева». Три песни для тенора. Слова народные (1987)
- «Пустыня красная». Напевы для баса (слова народные) (1990-е)
- «Как Христа распинали». Напевы для сопрано (слова народные) (1990-е)
- «Про Ерша Ершовича, сына Щетинникова». Скоморошье действо по мотивам русской народной сказки для высокого голоса, свирели и бубна (1988) — 7 мин.
- «Шары, бары, растабары». Шуточные песни для сопрано, кларнета и ударных (слова народные) (1971—1973)

камерные инструментальные произведения
- Трио «Памяти Мастера» для скрипки, виолончели и фортепиано (2000) — 30 мин.
- «Три ангела». Концерт для органа (2007) — 41 мин.
- Соната с речитативом для скрипки и фортепиано (2003) — 13 мин.
- «Пасхальные перезвоны», «Покаянный стих» — две пьесы для фортепиано (2007) — 8 мин.
- Соната для флейты соло (1980-е)
- Соната для гобоя соло (1980-е)
- Соната для кларнета соло (1980-е)
- Соната для фагота соло (1980-е)
- Дивертисмент для трубы и кларнета (1971—1973)
- «Формы». Пьесы для фортепиано (1970)
- Сюита для квартета домр (1972) — 16 мин.
- «Теремок». Увертюра для ансамбля русских народных инструментов (домра малая, домра альтовая, балалайка-прима, баян, балалайка-бас) (2000)
- «Волшебная мельница». Фантазия на темы «Фантом оперы» Э. Л. Уэббера для ансамбля народных инструментов (1980-е)
- Концертино для дуэта малых домр
- «Чудесная птица Сирин». Концерт для русского оркестра. Транскрипция для двух фортепиано М. В. Генченковой (2003)

хоровые произведения (a capella)
- «Сказ про Пугачева». Сцены для мужского хора (слова народные)
- «Сова ль моя, совушка». «Пошел козел в огород». Шуточные сцены для женского хора (слова народные)

музыка к кинофильмам
- 1992 — «Сам я — вятский уроженец» (в соавторстве с К. Е. Волковым)
- 1993 — «Черная акула» (в соавторстве с К. Е. Волковым)
- Музыка к документальным фильмам

## Нотография
- Пожидаев В. Сказ про Пугачева: Три песни для тенора. Слова народные // Произведения советских композиторов для народного голоса без сопровождения. — Советский композитор, 1987. — С. 33—37.
- Пожидаев В. Про Ерша Ершовича, сына Щетинникова: Скоморошье действо по мотивам русской народной сказки для высокого голоса, свирели и бубна // Произведения советских композиторов для народного голоса без сопровождения. — Советский композитор, 1988. — С. 36—48.
- Пожидаев В. Концерт № 1: Авторское переложение для домры и фортепиано // Концертные пьесы для домры (Трехструнная домра). — Советский композитор, 1988. — С. 19—48.
- Пожидаев В. Из песен Алексея Кольцова: Поэмы для сопрано и фортепиано на стихи А. Кольцова // Романсы советских композиторов. Для высокого голоса и фортепиано. — Советский композитор, 1989. — С. 3—50.
- Пожидаев В. Трио «Памяти Мастера» для скрипки, виолончели и фортепиано. — М.: Композитор, 2003. — 67 с.
- Пожидаев В. Соната с импровизацией для альта и фортепиано. — М.: Муз. изд-во «ТС—ПРИМА», 2005. — 51 с.

## Дискография
- Пожидаев В. Из песен Алексея Кольцова: Вокальный цикл / Исп. И.Мастерова (сопрано), Л.Шиловская (фортепиано). — Запись в Фонд Всесоюзного Радио, 1989.
- Пожидаев В. Сюита для квартета домр. — Запись в Фонд Всесоюзного Радио, 1989.
- Пожидаев В. Концерт № 1 для домры с оркестром / Исп. В.Круглов (домра), Оркестр народных инструментов Радио и Телевидения, дир. Н.Некрасов — 11:38 // Вячеслав Круглов. Домра и мандолина. — М.: Раритетъ, 1997.
- Пожидаев В. Концертная симфония № 1 для домры с оркестром / Исп. С.Лукин (домра), Государственный русский народный оркестр «Звёзды Урала», дир. Л.Шкарупа — 29:55 // «Меридианы любви». — Екатеринбург, 2005.
- Пожидаев В. Пасхальные напевы: Запись с концерта в Большом зале МГК им. П. И. Чайковского 6 ноября 2006 / Исп. М.Карпеченко (сопрано), Н.Дорожкин (тенор), Дзян Шан Жун (баритон); симфонический оркестр Москвы «Русская филармония», дир. В.Понькин.
- Пожидаев В. Симфония «На Рождество Христово»: Запись с концерта 16 ноября 2002 РАМ им. Гнесиных, Большой зал / Государственный симфонический оркестр п/у Владимира Понькина, дир. В.Понькин. — М., 2007.
- Пожидаев В. Творческий вечер: Музей музыкальной культуры им. М. И. Глинки, 15 апреля 2007 // Благотворительная концертная программа Светланы Галагановой «Возвращение пророков» (вед. — С. Галаганова).
- Пожидаев В. Три ангела. Концерт для органа. Запись с концерта 30 ноября 2007: Римско-католический собор  непорочного зачатия Пресвятой девы Марии / Исп. Ю. Шмелькина (орган).
- Пожидаев В.  Концерт памяти композитора. К 70-летию со дня рождения: Московский Дом композиторов, 23 апреля 2017 / Исп. А. Пегова (сопрано), Д. Башкиров (тенор), Г. Екимов (бас), Л. Шиловская (ф-но), Е. Гранова (ф-но), К. Шарабидзе (домра), Ю. Шмелькина (орган), М. Егиазарьян (ф-но). Вед.  — Г. Пожидаева.
- Пожидаев В.  Концерт памяти композитора: Московский Дом композиторов, 20 апреля 2018 / Исп. А. Пегова (сопрано), Д. Башкиров (тенор), Г. Екимов (бас), М. Черепанова (орган), С. Чечётко (ф-но). Вед. — Г. Пожидаева.
- Пожидаев В. Концерт памяти композитора: Московский Дом композиторов, 2 марта 2019 / Исп. С. Лукин (домра), Г. Екимов (бас), А. Василенко, Т. Тураева, А. Пименова, А. Тураханова, А. Худякова, А. Астров (народные голоса),   Национальный академический оркестр народных инструментов России им. Н.П. Осипова, дир. В. Кузовлев (вед. — Г. Пожидаева).

Музыка Владимира Пожидаева — органичное продолжение русской музыкальной классики; его симфонии, кантаты, инструментальные концерты стоят в одном ряду с произведениями Г.Свиридова, Б.Чайковского, В.Гаврилина, А.Хачатуряна… [его музыка] абсолютно самобытна (хотя критики иногда сравнивают вокальные циклы Пожидаева с произведениями М.Мусоргского). Творчество Владимира Пожидаева питается от двух мощных источников национальной музыкальной традиции — фольклора и древних церковных распевов. … В музыке Пожидаева фольклорное и духовное начала не существуют сами по себе, они переплавлены в качественно новый синтез и потому подчас трудноуловимы даже для искушённого музыковедческого слуха. Этому же способствует полное отсутствие цитат и абсолютно современное композиторское письмо. Разнообразные жанры русской народной музыки, старинные духовные распевы не заимствуются композитором, но творчески преобразуются с помощью живой музыкальной интонации. Соединённые со строгой чёткостью европейских музыкальных форм, они ложатся в основу красивейших, современно звучащих музыкальных композиций «без единого гвоздя». На поверхности произведений Пожидаева — ни швов, ни скреп, ни зазоров, и в этом смысле они являют собой не меньшее чудо, чем деревянное северное зодчество.— С. Галаганова (2006)

## Звания и награды
- Почётный знак ЦК ВЛКСМ «За активное участие в подготовке и проведении XII Всемирного фестиваля молодежи и студентов в г. Москве» (1985)
- Член-корреспондент Петровской академии наук и искусств (1996)
- Заслуженный деятель искусств Российской Федерации (1999)[2]

## Адреса
в Красногорске
- ул. Ленина, 23, кв. 71.